# Новоникольский сельсовет (Шаховской район)
Новоникольский сельсовет — упразднённая административно-территориальная единица, существовавшая на территории Московской губернии и Московской области до 1977 года.
Никольский сельсовет возник в первые годы советской власти. По данным 1921 года он находился в составе Кульпинской волости Волоколамского уезда Московской губернии.
24 марта 1924 года в связи с ликвидацией Кульпинской волости Никольский с/с вошёл в состав Раменской волости.
В 1926 году Никольский сельсовет был переименован в Новоникольский сельсовет.
По данным 1926 года в состав сельсовета входил 1 населённый пункт — Новоникольскоео.
В 1929 году Новоникольский с/с был отнесён к Шаховскому району Московского округа Московской области. При этом к нему был присоединён Бабенский с/с Судисловской волости.
14 июня 1954 года к Новоникольскому с/с были присоединены Гольцовский, Дрызловский и Елизаровский с/с.
8 августа 1959 года из Новоникольского с/с в Раменский были переданы селения Дрызлово, Починки и Юренево.
1 февраля 1963 года Шаховской район был упразднён и Новоникольский с/с вошёл в Волоколамский укрупнённый сельский район.
11 января 1965 года Шаховской район был восстановлен и Новоникольский с/с вновь вошёл в его состав.
16 января 1969 года селение Опытное Поле было передано из Новоникольского в Белоколпский с/с.
28 января 1977 года Новоникольский с/с был упразднён, а его территория в полном составе передана в Судисловский с/с.